# Вакцина против полиомиелита
Два типа вакцины используются во всём мире для борьбы с полиомиелитом. Оба типа создают иммунитет к полиомиелиту, эффективно блокируют передачу от человека к человеку дикого полиовируса, тем самым защищая как отдельных реципиентов вакцины, так и более широкое сообщество (так называемый коллективный иммунитет).

## История
Первая вакцина против полиомиелита была разработана вирусологом Хилари Копровским на основе одного серотипа живого, но аттенуированного (ослабленного) вируса. Получив живую вакцину из кусочков спинного и головного мозга хлопкового хомяка, зараженного полиомиелитом, он проверил ее безопасность на себе и своем ассистенте, затем на обезьянах. Дальнейшие исследования показали безопасность вакцины, и к началу 1960 года ей были привиты около 13 миллионов человек. Прототип вакцины Копровского был дан восьмилетнему мальчику 27 февраля 1950 года. Копровский продолжил работу над вакциной на протяжении 1950-х годов, что привело к крупномасштабным испытаниям в тогдашнем Бельгийском Конго и вакцинации семи миллионов детей в Польше против серотипов PV1 и PV3 в 1958—1960 годах.
Вторая инактивированная вакцина была разработана в 1952 году Джонасом Солком  из Питтсбургского университета  и представлена миру 12 апреля 1955 года. Инактивированная вакцина Солка (ИПВ, англ. IPV) основана на полиовирусе, выращенном в клеточной линии HeLa и химически инактивированном формалином. После инъекции двух доз IPV свыше 90 % из числа вакцинированных вырабатывают защитные антитела ко всем трём серотипам полиовируса, и более 99 % имеют иммунитет к полиовирусу после трёх доз.
Впоследствии Альберт Сэйбин разработал ещё одну живую полиомиелитную пероральную вакцину (Живая вакцина Сэйбина, ОПВ, англ. OPV). Она была создана путём повторного прохождения вируса через нечеловеческие клетки при температурах ниже физиологических. Аттенуированный полиовирус в вакцине Сэйбина очень эффективно реплицируется в пищеварительном тракте, основном месте инфекции и репликации дикого полиовируса, однако вакцинный штамм не способен реплицироваться в тканях нервной системы. Разовая доза пероральной полиомиелитной вакцины Сэйбина формирует иммунитет ко всем трём серотипам полиовируса у около 50 % реципиентов. Три дозы живой ослабленной вакцины OPV производят защитные антитела ко всем трём серотипам полиовируса у более чем 95 % реципиентов. Клинические испытания вакцины Сэйбина началась в 1957 году, а в 1958 году он был выбран Национальными институтами здравоохранения США в конкуренции с живыми вакцинами Копровского и других исследователей. После получения лицензии в 1962 году, вакцина быстро стала единственной используемой против полиомиелита во всём мире.
Вакцина OPV была выбрана во многих странах для контроля над распространением полиомиелита, поскольку является недорогим и простым средством, даёт хороший иммунитет в кишечнике (что помогает предотвратить заражение диким вирусом в областях, где он является эндемическим). В очень редких случаях (примерно в одном случае на 750 000 реципиентов вакцины) ослабленный вирус в вакцине OPV возвращается в форму, которая может парализовать. Большинство развитых стран перешли к вакцине IPV, которая не может обратиться, либо в качестве единственной вакцины против полиомиелита, либо в комбинации с пероральной вакциной против полиомиелита.
Первые полиомиелитные вакцины появились в 1950—1960-х годах. Они сразу понизили заболеваемость по всему миру. Существует два типа вакцин: инактивированная Солка (повышенная иммуногенность для подкожного введения) и живые вакцины Чумакова и Сэйбина (для приема внутрь). В состав вакцин вместе с иммуногенными компонентами входят неомицин, стрептомицин и полимицин. Эти препараты не позволяют расти бактериям. Обе вакцины могут быть как трёхвалентны, так и моновалентны. Для плановой вакцинопрофилактики используют трехвалентные вакцины. Моновалентные рекомендовано применять в условиях эпидемической вспышки, вызванной одним из трех типов вируса.
В 2016 год ВОЗ рекомендовал переход с трехкомпонентной ОПВ на двухкомпонентную ОПВ в связи с исчезновением поливируса 2 типа.

## Состав и свойства
Инактивированная вакцина содержит вирус полиомиелита, убитый формалином. Живая полиомиелитная вакцина содержит живой ослабленный (аттенуированный) вирус, она вводится перорально (капли в рот), стимулирует помимо гуморального ещё и тканевой иммунитет, что позволяет не только защитить самого ребёнка, но и предотвращает циркуляцию вируса в окружающей среде. Живой вакциной детей иммунизируют, начиная с 6-месячного возраста. Обязательным условием применения живой полиовакцины является предварительная двукратная вакцинация данного ребёнка инактивированной полиомиелитной вакциной.
В настоящее время единственный производитель вакцины против полиомиелита на территории России ФГУП «Предприятие по производству бактерийных и вирусных препаратов Института полиомиелита и вирусных энцефалитов им. М. П. Чумакова» выпускает только живые вакцины против полиомиелита. Другие препараты для проведения вакцинации традиционно закупаются за рубежом. Однако в феврале 2015 года предприятие представило первые образцы инактивированной вакцины собственной разработки. Начало её использования было запланировано на 2017 год.

### Комментарии
1. ↑  Вирусный характер полиомиелита доказал американский биолог Пол Льюис в 1908 году[3].
2. ↑  Вакцины появились не сами, они были разработаны в результате длительных исследований. Первые испытанные вакцины в 1955 году представили американские вирусологи Хилари Копровский  
и Джонас Солк[15])

### Сноски
1. ↑  Fine P, Carneiro I. Transmissibility and persistence of oral polio vaccine viruses: implications for the global poliomyelitis eradication initiative (англ.) // American Journal of Epidemiology. — 1999. — Vol. 150, no. 10. — P. 1001–1021. — doi:10.1093/oxfordjournals.aje.a009924. — PMID 10568615. Архивировано 12 октября 2007 года.
2. ↑  Polio (англ.). History Of Vaccines. Колледж врачей Филадельфии[англ.]. Дата обращения: 21 августа 2014. Архивировано 15 мая 2016 года.
3. ↑  Барри, 2021, Пролог.
4. 1 2 3  Competition to develop an oral vaccine (англ.). Polio Eradication. Sanofi Pasteur Inc.. Дата обращения: 21 августа 2014. Архивировано 7 октября 2007 года.
5. ↑  Byron Spice. Tireless polio research effort bears fruit and indignation (англ.). Pittsburgh Post-Gazette (4 апреля 2005). Дата обращения: 21 августа 2014. Архивировано 20 января 2016 года.
6. ↑  Kew O, Sutter R, de Gourville E, Dowdle W, Pallansch M (2005). "". Annu Rev Microbiol 59: . doi:. PMID. Vaccine-derived polioviruses and the endgame strategy for global polio eradication (англ.) // Annual Review of Microbiology. — 2005. — Vol. 59. — P. 587–635. — doi:10.1146/annurev.micro.58.030603.123625. — PMID 16153180.
7. 1 2  Poliomyelitis // Epidemiology and Prevention of Vaccine-Preventable Diseases (The Pink Book). — 12th ed.. — Washington, D.C.: Public Health Foundation, 2012. — P. 249–261. Архивировано 30 декабря 2016 года.
8. ↑  Sabin AB, Boulger LR. History of Sabin attenuated poliovirus oral live vaccine strains (англ.) // Journal of Biological Standardization. — Elsevier Science, 1973. — Vol. 1, no. 2. — P. 115–118. — ISSN 0092-1157. — doi:10.1016/0092-1157(73)90048-6.
9. ↑  Sabin A, Ramos-Alvarez M, Alvarez-Amezquita J, et al. Live, orally given poliovirus vaccine. Effects of rapid mass immunization on population under conditions of massive enteric infection with other viruses (англ.) // Journal of the American Medical Association. — 1960. — Vol. 173, no. 14. — P. 1521–1526. — doi:10.1001/jama.1960.03020320001001. — PMID 14440553.
10. 1 2  Salk produces polio vaccine (англ.). A Science Odyssey: People and Discoveries. WGBH Boston (1998). Дата обращения: 21 августа 2014. Архивировано 26 июля 2008 года.
11. ↑  Poliomyelitis prevention: recommendations for use of inactivated poliovirus vaccine and live oral poliovirus vaccine. American Academy of Pediatrics Committee on Infectious Diseases (англ.) // Pediatrics[англ.] : Journal. — Американская ассоциация педиатров[англ.], 1997. — Vol. 99, no. 2. — P. 300—305. — ISSN 0031-4005. — doi:10.1542/peds.99.2.300. — PMID 9024465. Архивировано 30 сентября 2007 года.
12. ↑  Racaniello V. One hundred years of poliovirus pathogenesis // Virology[англ.] : Journal. — 2006. — Т. 344, № 1. — С. 9–16. — ISSN 0042-6822. — doi:10.1016/j.virol.2005.09.015. — PMID 16364730.
13. ↑  Poliomyelitis (Polio) (англ.). International travel and health. World Health Organization. Дата обращения: 21 августа 2014. Архивировано 24 июня 2018 года.
14. 1 2  Фармацевтический вестник — Молниеносная война русских против полиомиелита. Дата обращения: 8 января 2019. Архивировано 20 декабря 2011 года.
15. ↑  Byron Spice. Tireless polio research effort bears fruit and indignation (англ.). Pittsburgh Post-Gazette (4 апреля 2005). Дата обращения: 21 августа 2014. Архивировано 20 января 2016 года.
16. ↑  Д. Марри. Инфекционные болезни у детей. — М.: Практика, 2006. — С. 148—150, 597—603. — 928 с. — 5000 экз. — ISBN 5-89816-075-2.
17. ↑  Современное состояние проблемы вакциноуправляемых инфекций у детей. Полиовирусные инфекции - YouTube. Дата обращения: 7 декабря 2022. Архивировано 4 ноября 2022 года.
18. ↑  Программа эрадикации полиомиелита ВОЗ: проблемы и решения. Дата обращения: 4 ноября 2022. Архивировано 4 ноября 2022 года. стр.6
19. ↑   Архивная копия от 9 января 2019 на Wayback Machine ТАСС — В Нацкалендарь прививок к 2017 году войдут только российские вакцины против полиомиелита, 25.02.14